# Večer pod Hmeljnikom
Večer pod Hmeljnikom je drama Edvarda Kocbeka. Premierno je bila uprizorjena leta 1943 v Kočevju. Izšla je leta 1991 v njegovih Zbranih delih.

## Osebe
- Murn, kmet, tajnik kmečkega odpora OF
- Tonček, njegov sinček, pionir
- Smrekar, Erjavec, Jelen, Debevec, Ančka, odborniki vaškega odbora OF
- Turak, kmet
- Jurij, njegov sin, bivši belogardist
- Jošt, Lojz, Babnik, Štular, interniranci
- Zabretova, kmetica
- Pogačnik Tone, aktivist OF
- partizani, dva bivša belogardista, ljudstvo

## Vsebina
V vasi potekajo mobilizacija in priprave na volitve odposlanca za Kočevski zbor. Italijani so poraženi odšli, vsi zavzeto delajo, še otroci zbirajo odvrženo orožje – vas kar vre od veselega razpoloženja, ljudje se počutijo kot »mladi gospodarji, ki prevzemajo dediščino«.
Odborniki sejejo, obravnavajo kopico perečih problemov, predlagajo nove rešitve, nazadnje kandidirajo Murna za odposlanca. Tedaj vstopijo interniranci, srečno so se vrnili in hočejo najprej pozdraviti »novo oblast«. Takoj za njimi se vrnejo še trije na silo mobilizirani belogardisti, ki javno priznajo in obžalujejo svojo zablodo. Oglasi se pesem in harmonika, ljudje že prihajajo na volišče. Te volitve so mejnik in garancija slovenske svobode, saj bo narod volil, kot on hoče, prisegel bo, da bo z vsemi močmi delal za uresničevanje ciljev, ki jih je postavila OF: za svobodno in združeno Slovenijo v svobodni, demokratični in enakopravni Jugoslaviji. Volitve so znamenje, da prihaja nova in srečna doba. Oglasi se tudi Turkov sin: premalo vere so imeli v narodov boj, toda zdaj so pripravljeni poprijeti za delo skupaj z drugimi. Končno spregovori še Jošt: v teh volitvah je skrita vsa slovenska zgodovina, vzdihi in sanje, težnje in hrepenenja vseh zavednih in trpečih ljudi, zdaj vsak čuti smisel svojega življenja. V eni roki meč, v drugi kladivo, vsak naj zavzame svoje mesto! Joštove vznesene besede ljudi tako navdušijo, da ga soglasno izberejo za odposlanca. Jošt svečano sprejme zaupano mu nalogo in obljubi, da ji bo posvetil vse svoje sile. Vaščani, združeni in polni vere v prihodnost, zapojejo: »Bratje, le k soncu, svobodi …«